# 莫斯科音樂學院
55°45′23″N 37°36′16″E / 55.75639°N 37.60444°E

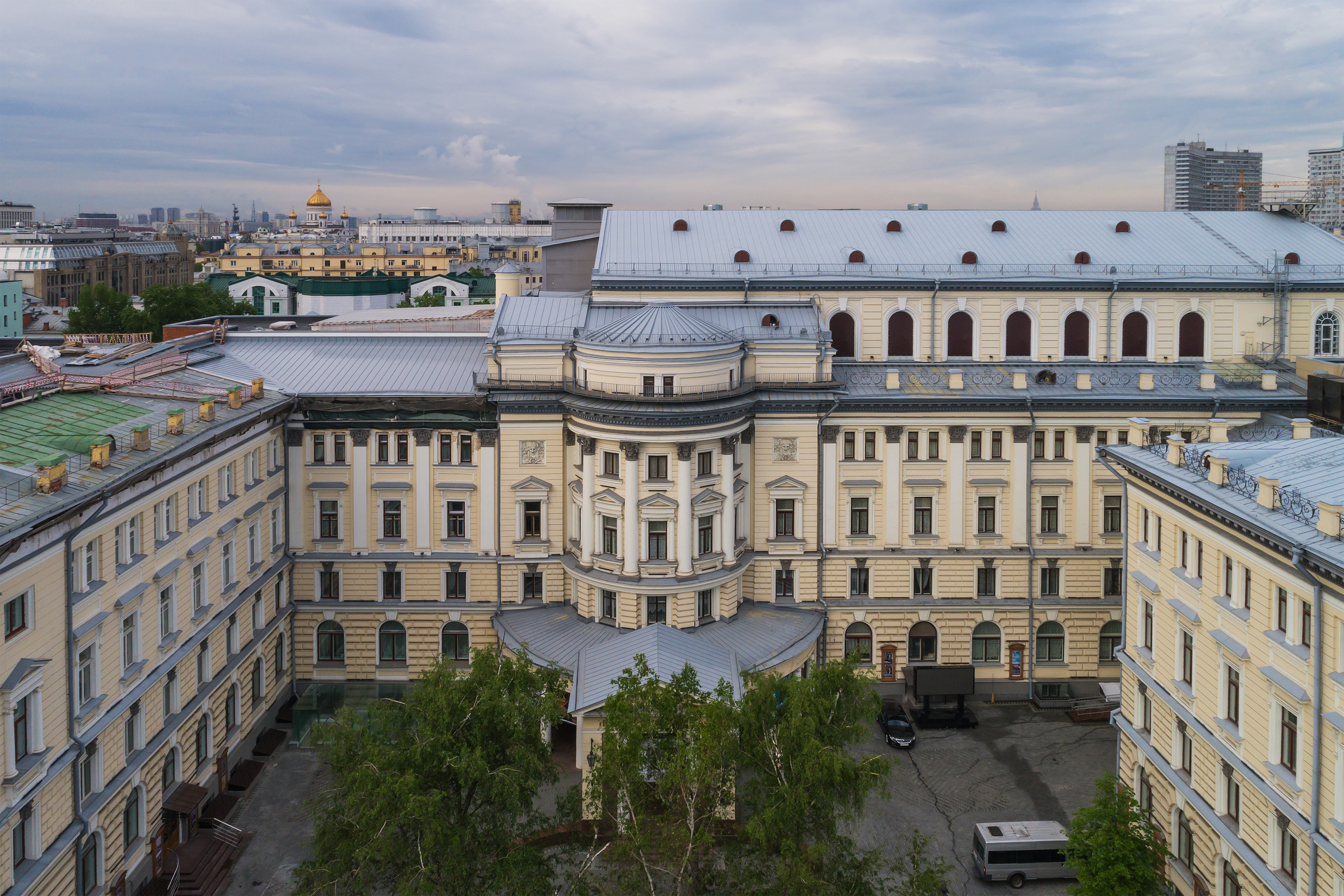

莫斯科音樂學院，全称国立莫斯科柴可夫斯基音乐学院（俄语：Московская государственная консерватория им. П. И. Чайковского），是俄羅斯的音樂教育學校。

## 历史
於1866年9月1日由傑出鋼琴家、指揮家暨音樂推廣者尼可萊·魯賓斯坦和王子尼古拉·彼得羅維奇·特魯別茨柯依創立，在俄羅斯是僅次於聖彼得堡音樂學院歷史第二久的音樂學院。不但有許多著名的俄羅斯音樂家曾任教於此，更培養了無數傑出的音樂家。柴科夫斯基在該校成立之初即被任命為音樂理論與和聲學教授。1940年後，該校並直接以他的名字命名為國立莫斯科柴可夫斯基音樂學院。其他與莫斯科音樂學院有淵源的音樂家還包括了：塔涅耶夫、史克里亞賓、拉赫曼尼諾夫等人。

## 組織

### 学院
目前學院共分七個系，分別是鋼琴、管弦樂、聲樂、合唱指揮、作曲、音樂學以及表演實務研究，除了大學部課程以外，也提供特殊深造課程以及研究所。